# Uroxys histeroides
Uroxys histeroides är en skalbaggsart som beskrevs av Gilbert John Arrow 1933. Uroxys histeroides ingår i släktet Uroxys och familjen bladhorningar. Inga underarter finns listade i Catalogue of Life.